# Marxbrüder

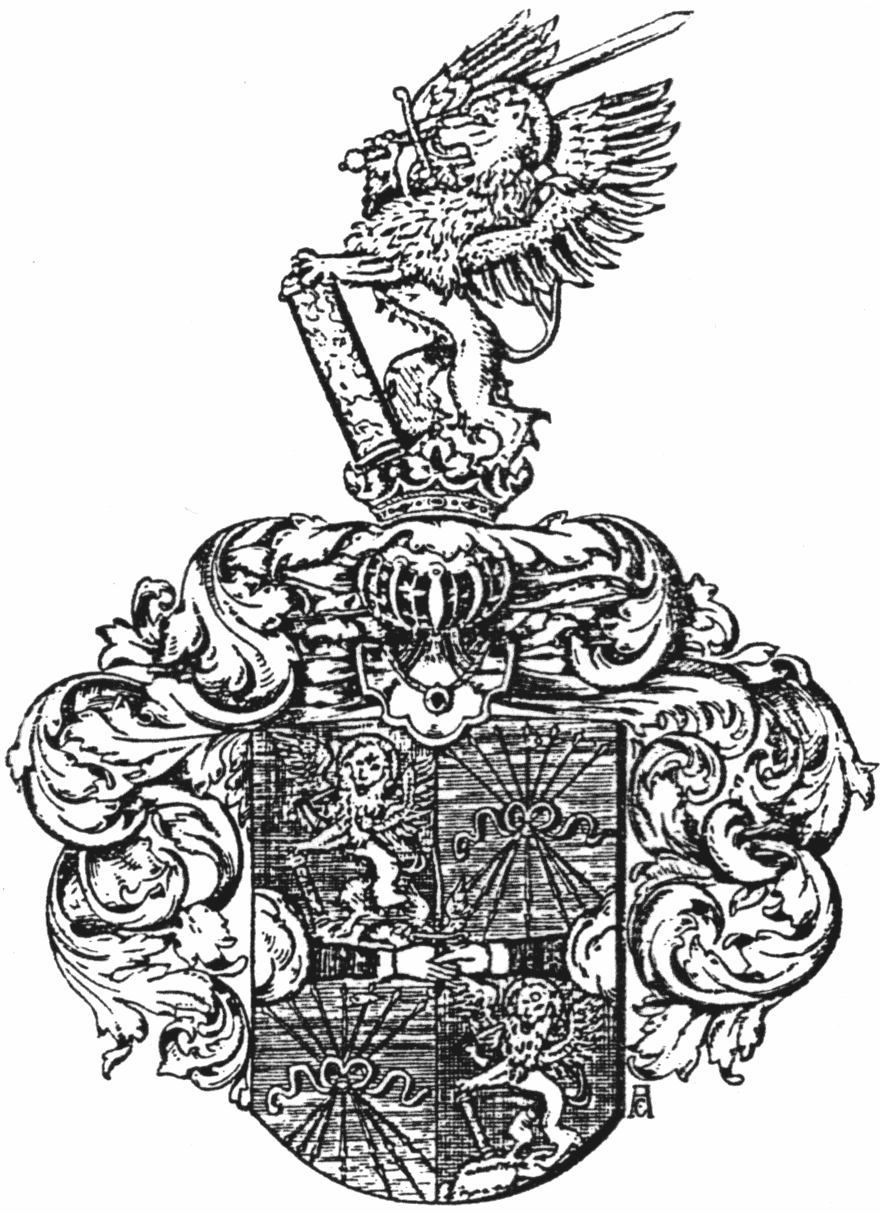
Wappen der Marxbrüder

Die Marxbrüder waren die erste deutsche Fechtschule, deren Unterricht im Veranstalten öffentlicher Fechtvorstellungen bestand. Der deutsche Kaiser Friedrich III. stellte den „deutschen Meistern des Schwerts“ zu Nürnberg am 10. August 1487 den ersten Privilegiumsbrief aus. In diesem ist nur von „Meistern des Schwerts“ die Rede, die Eigenbezeichnung, wie sie im älteren Meisterbuch der Marxbrüder im Stadtarchiv Frankfurt am Main zu finden ist, war „Brüderschaft unserer lieben Frauen der reinen Jungfrau Maria und des heiligen und gewaltsamen Himmelsfürsten Sanct-Marx“. Die Marxbrüder standen in Konkurrenz zu den Federfechtern.
Nach 1614 wurden keine Fechtschulen der Marxbrüder mehr erwähnt.
Der 2013 gegründete Verein Neue Marxbrüder zu Frankfurt am Main, welcher die Förderung und Verbreitung der Historischen Kampfkünste Europas als Sport und Brauchtum bezweckt, beruft sich explizit auf die Tradition der Marxbrüder.

## Bekannte Mitglieder
- Hans Talhoffer
- Peter Falkner